# Schlegel
Příjmení Schlegel nosí tyto osobnosti:
- August Wilhelm Schlegel (1767 – 1845), německý literární historik a překladatel
- Franz Schlegel (1826 – 1908), českoněmecký lékárník a politik, poslanec zemského sněmu
- Friedrich Schlegel (1772 – 1829), německý filozof
- Hans Schlegel (* 1951), německý astronaut
- Hermann Schlegel (1804 – 1884), německý zoolog
- Johann Elias Schlegel (1719 – 1749), německý dramatik
- Josef Schlegel (1869 – 1955), rakouský soudce a politik
- Joseph Schlegel (1803 – 1873), rakouský metalurg a politik
- Rudolf Schlegel (1852 (?) – 1928), českoněmecký lékárník a politik, poslanec zemského sněmu

## Podobná příjmení
- Schlögel
- Šlégl